# Ágost Vilmos porosz királyi herceg (1887–1949)
Ágost Vilmos porosz királyi herceg (németül: Prinz August Wilhelm von Preußen, teljes nevén August Wilhelm Heinrich Günther Viktor; Potsdam, 1887. január 29. – Stuttgart, 1949. március 25.) porosz királyi és német császári herceg, a Nemzetiszocialista Német Munkáspárt tagja, a Sturmabteilung tisztje.

## Élete

### Származása és ifjúkora
Ágost Vilmos porosz királyi herceg – ismert becenevén Auwi – 1887. január 29-én látott napvilágot a potsdami Stadtschlossban II. Vilmos német császár (1859–1941) és Auguszta Viktória schleswig–holsteini hercegnő (1858–1921) negyedik gyermekeként. A családban a hét gyermekből mindössze egyetlen – az utolsónak született Viktória Lujza – volt leány. Ágost Vilmos porosz herceget a porosz uralkodócsalád hagyományainak megfelelően evangélikus hitre keresztelték meg; névadói apai nagyszülei – I. Vilmos német császár és Auguszta szász–weimar–eisenachi hercegnő – voltak.
A herceg hűvös, a porosz szellem szerinti katonás légkörben nevelkedett a potsdami Neuen Palaisban, amit nagyban fokozott a német uralkodó fiaival szemben tanúsított nagybani szigora. A királyi család hagyományainak megfelelően már a hercegek oktatása is a tőlük elvárt katonai pályát hivatott megalapozni és előrevetíteni. Ennek megfelelően valamennyi herceg a plöni Pinzenhausban végezte el gimnáziumi tanulmányait. A gimnáziumi évek után Ágost Vilmos herceg a bonni, a berlini és a strasbourgi egyetemen hallgatott politológiát, a tárgyból 1907-ben szerezte meg doktorátusát.
Az első világháború alatt a herceg a ruppini körzet kerültei adminisztrátoraként szolgált, főhadiszállásként a Rheinsberg-kastélyt választva. A herceg teendőinek jelentős részét szárnysegédje, Hans Georg von Mackensen végezte el. A herceg és szárnysegédje között még kisgyermekként alakult ki szoros barátság, s egyes híresztelések szerint kapcsolatukra később az „erősen homoszexuális hajlamok” váltak jellemzővé. Ez, valamint a szárnysegéd nagy befolyása a herceg fölött vezetett Ágost Vilmos házasságának tönkremeneteléhez. Hans Georg von Mackensen utóbb megnősült, a diplomata és nemzetiszocialista Konstantin von Neurath leányát vette feleségül.

### Házassága és gyermeke

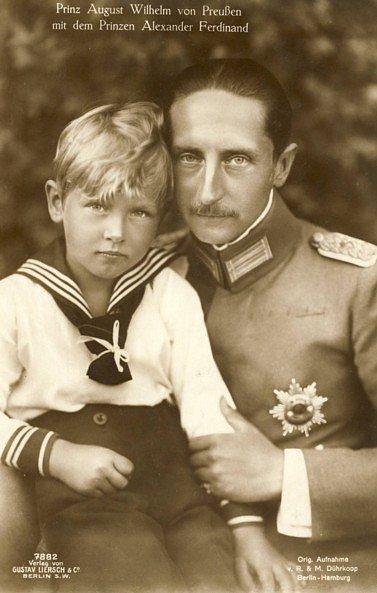
Ágost Vilmos porosz királyi herceg kisfiával

1908. október 22-én a német fővárosban Ágost Vilmos porosz királyi herceg feleségül vette elsőfokú unokatestvérét, Alexandra Viktória schleswig–holsteini hercegnőt (1887–1957). A hercegnő a schleswig–holsteini uralkodócsalád glücksburgi ágából származott, de édesanyja révén az augustenburgi ághoz is szorosan kötődött. A frigyet a szülők rendezték el, ennek ellenére a párnak az első években sikerült harmonikus viszonyt kialakítania. Ebben nagy segítségükre volt a német császárné, egyben a menyasszony nagynénje, akinek kedvenc menyeként Alexandra Viktória hercegnőt tartották számon. A fiatal házaspár a berlini Schönhausen-palotát választotta magának állandó lakhelyként, de szándékukat megváltoztatták, mikor a német uralkodó Ágost Vilmos hercegnek ajándékozta a Sanssouci-parkban található Villa Liegnitzet. Mind a porosz herceg, mind a schleswig–holsteini hercegnő élénken érdeklődött a művészetek és a tudományok iránt. Otthonukban előszeretettel láttak vendégül neves tudósokat és művészeket, szalonjukban megfordult a kor művészeinek krémje. 
Ágost Vilmos porosz királyi herceg és Alexandra Viktória schleswig–holsteini hercegnő kapcsolatából egyetlen fiúgyermek született:
- Sándor Ferdinánd (1912–1985), felesége Armgard Weygand.

A porosz herceg és hitvese közötti kezdetben harmonikus, jó viszony hamar megromlott, elsősorban a herceg homoszexualitásáról szóló pletykák miatt. Néhány hónappal az első világháború elvesztése után a házaspár a válást fontolgatta, a válókeresetet azonban mégsem nyújtották be az egykori német császár ellenkezése miatt. Ágost Vilmos herceg és Alexandra Viktória hercegnő alig tíz évnyi házasság után szétköltöztek, és noha a válást ekkor még nem mondták ki, nem éltek egy háztartásban. Házasságuk felbontására csak 1920. március 16-án kerülhetett sor. Alexandra Viktória hercegnő később újból megházasodott, második férje Arnold Rümann korvettkapitány; de ez a kapcsolata is válással végződött.
Ágost Vilmos herceg és Alexandra Viktória hercegnő egyetlen gyermekét az édesapának ítélték oda, aki egyedül nevelte fel fiát. A herceg a világháború után potsdami villájában élt fiával, jelentős időt szentelve a festészetnek. Külön rajzórákat vett Arthur Kampf festőtől; s a herceg viszonylag jó áron el tudta adni saját festményeit, ily módon egészítve ki jövedelmét.

### A nemzetiszocialista párt
Az első világháború után Ágost Vilmos herceg a konzervatív nézeteket hirdető, félkatonai Stahlhelm nevű szervezet tagja lett. A Stahlhelm főleg monarchista veteránokat tömörített magába, és nemegyszer antidemokratikus jelszavakat hirdetett. A szervezet ugyanakkor elhatárolta magát a náci párttól, akárcsak Oszkár porosz királyi herceg, Ágost Vilmos öccse, aki szintén tagja volt a szervezetnek. A Stahlhelm és családja eszméivel szembeszegülve Ágost Vilmos herceg a húszas évek végén mindinkább közelebb került a nemzetiszocializmushoz és annak németországi képviselőjéhez, a Nemzetiszocialista Német Munkáspárthoz. Édesapja és több fivére is a nácik megállításán munkálkodott, éppen ezért bizonyult a család számára nagyon is kínosnak, mikor 1930. április 1-jén Ágost Vilmos herceg belépett a náci pártba, ahol az alacsonyabb párttagfokozatot jelölő 24-es számot kapta. 1931 novemberében a herceget felvették a Sturmabteilungba. Ekkora a herceg a nácik iránti elkötelezettsége és Adolf Hitler iránti csodálata miatt a sajtó gúnyolódásainak célpontjává vált: a ráaggatott gúnynevek között szerepelt a Braunhemdchen Auwi és a Hanswurst is. Náci párttagtársai sem kímélték, Joseph Goebbels így vélekedett róla: „jóindulatú, ámde kicsit butácska fiatalember.”

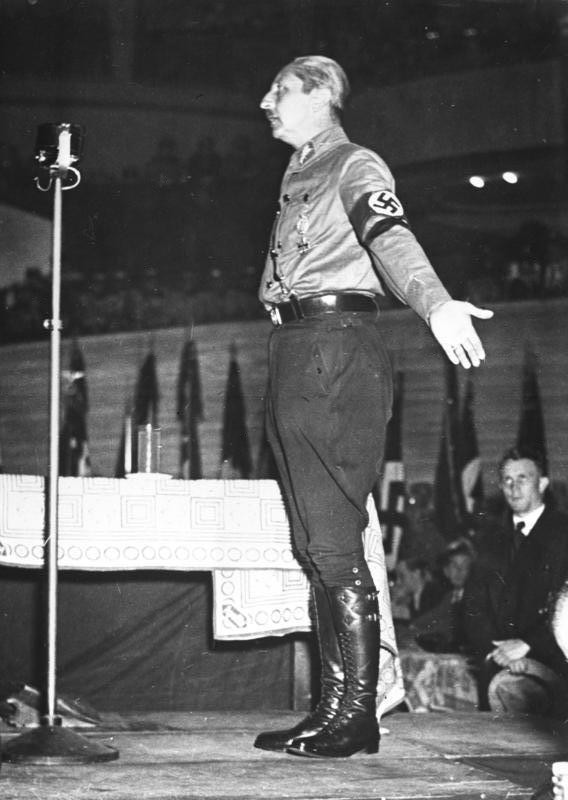
Ágost Vilmos porosz királyi herceg beszéde a náci párt rendezvényén (1932)

A náci párt kihasználta a sokak által a német császári családdal azonosított porosz herceget: Ágost Vilmos jelöltként indult az 1932 áprilisában lezajló poroszországi választásokon, rendszeresen felszólalt Hitler mellett annak kampánybeszédjein és elkísérte a vezért legtöbb útjára. Szerepét a pártban életrajzírója úgy határozta meg, „mint szemmágnes, mint agitátor és természetesen mint reklámarc a nehéz időszakokban.” 1933-ban a herceget beválasztották a porosz államtanácsba és emellett a Reichstagban is képviselői mandátumot szerzett. A nácik hatalmának megszilárdulása után a pártnak már nem volt szüksége a német császár fiára, aki kezdett egyre inkább veszélyessé válni nagyra törő terveivel: azt remélte, „hogy Hitler egy nap majd őt vagy Sándor fiát emeli a császár megüresedett trónjára.” 1934 őszétől fogva nem juthatott be közvetlenül Hitlerhez, és a hosszú kések éjszakája után a politikai élet szélére került. 1939. június 30-án a Sturmabteilung hierarchiájának második helyére került, de pozíciójából eltávolították, miután egy magánbeszélgetés során becsmérlően nyilatkozott Goebbelsről. Politikailag megbízhatatlannak kiáltották ki, a nyilvános beszédektől és felszólalásoktól is eltiltották.
1945 februárjának elején a herceg és sógornéja, Cecília mecklenburg–schwerini hercegnő elmenekültek potsdami otthonukból a közeledő szovjet Vörös Hadsereg elől. Édesapjuk egyik nővére, Margit hessen–kasseli hercegné kronbergi birtokán leltek ideiglenes menedékre.

### Halála
Az amerikai hadsereg 1945. május 8-án tartóztatta le a porosz herceget. A náci pártban, illetve a SA-ban betöltött szerepe miatt hadbíróság elé állították. Amíg pere zajlott, a ludwigsburgi internálótábor lakója lett, ahol a súlyosabb bűnöket elkövetők közé sorolták. Ítéletét, amely három év szabadságvesztésről és fél évnyi kényszermunkáról szólt, 1948-ban hirdették csak ki, viszont a három évet elfogásától számították. Mikor az ítélet kihirdetése előtt megkérdezték tőle, hogy „legalább most ellenzi-e a nemzetiszocializmust, ő értetlenül visszakérdezett: »Tessék?«.”
Rögtön szabadulása után a potsdami ügyészség is beperelte a herceget, elfogatóparancsot is adtak ellene. A herceg egészségi állapotára való tekintettel azonban a letartóztatási kérelmet végül visszavonták és az eljárást megszüntették. Ágost Vilmos porosz királyi herceg ekkor már súlyos beteg volt; egy stuttgarti kórházban hunyt el 1949. március 25-én. A hohenlohe–langenburgi uralkodócsalád hagyományos temetkezési helyén, a langenburgi mauzóleumban temették el.